# Kanton Ghisoni
Der Kanton Ghisoni war bis 2015 ein französischer Wahlkreis im Arrondissement Corte, im Département Haute-Corse und in der Region Korsika. Sein Hauptort war Ghisoni.
Der die Wahlberechtigten aus vier Gemeinden umfassende Kanton war 251,05 km² groß und hatte 4403 Einwohner (Stand: 2012).
Er bestand aus folgenden Gemeinden:
| Gemeinde        | Einwohner | Code postal | Code Insee |
| --------------- | --------- | ----------- | ---------- |
| Ghisonaccia     | 3168      | 20240       | 2B123      |
| Ghisoni         | 267       | 20227       | 2B124      |
| Lugo-di-Nazza   | 103       | 20240       | 2B149      |
| Poggio-di-Nazza | 185       | 20240       | 2B236      |